# تاریخ هیجده‌ساله آذربایجان
تاریخ هیجده سالهٔ آذربایجان یا سرنوشت گردان و دلیران نوشته احمد کسروی دنبالهٔ کتاب تاریخ مشروطه ایران است. در این کتاب تحولات ایران با محوریت آذربایجان پس از فتح تهران و شکست استبداد صغیر (۱۲۸۸ خورشیدی) تا مرگ شیخ محمد خیابانی در ۱۲۹۹ بررسی می‌گردد.
کسروی در کتاب تاریخ مشروطه ایران به‌طور مفصل وقایع پیش از شروع جنبش مشروطه از ۱۲۸۴ تا ۱۲۸۸ خورشیدی را به رشته تحریر درآورده است.
کسروی مطالب تاریخ انقلاب مشروطه ایران و تاریخ هیجده ساله را به صورت مقاله‌های دوره‌ای در مجله پیمان منتشر می‌کرد و در سال ۱۳۱۹ آنها را به صورت کتاب عرضه نمود. او در تاریخ هیجده ساله آذربایجان وقایع این منطقه را محور قرار داده و سیر تاریخی ۱۸ ساله مشروطه را دنبال نموده و با همان روش نگارش تاریخ انقلاب مشروطه ایران بر روایت مستند تاریخی پس از فتح تهران پرداخته است.
از نظر برخی، بررسی تاریخ مشروطه، سرآغاز بروز و ظهور عینی تقابل کسروی با شیعه و قشر روحانیت است.

## انتقاد به احمد کسروی در وقایع نگاری تاریخ مشروطه اردبیل
بابا صفری در کتاب اردبیل در گذرگاه تاریخ جلد دوم می نویسد :

احمد کسروی جز دو-سه فصل کتاب تاریخ مشروطه ایران و تاریخ هیجده‌ساله آذربایجان  بصورت مجمل و نارسا به وقایع اردبیل در دوران مشروطیت که از ملتهب ترین شهرهای ایران در این دوره بود نپرداخته است و اردبیلیان از این حیث از وی همواره گله مند هستند.زیرا در زمانیکه او دست به تالیف آن کتابها زد ، طرفداران وی در اردبیل هر چه یادداشت و نوشته و عکس و مدرکی راجع به وقایع اردبیل بود جمع آوری کرده برای او بردند .لیکن او از آنهمه مدارک ، جز صفحات معدودی راجع به اردبیل در کتابهای خود مطلبی نیاورده است و چون وی به قتل رسید استرداد مدارک یاد شده به صاحبان آنها نیز میسر نگردید از اینرو متاسفانه تاریخ اردبیل ، مدارک و اسناد لازم را هم از دست داده است.